# Brandstätte
Die Brandstätte ist eine Straße im Zentrum der Inneren Stadt zu Wien. Sie verbindet den Stephansplatz mit den Tuchlauben. Ihr Name geht auf einen um 1390 durch einen Brand entstandenen Platz zurück, der im Zuge der gründerzeitlichen Neugestaltung der Umgebung des Stephansdoms bebaut worden ist.

## Geschichte

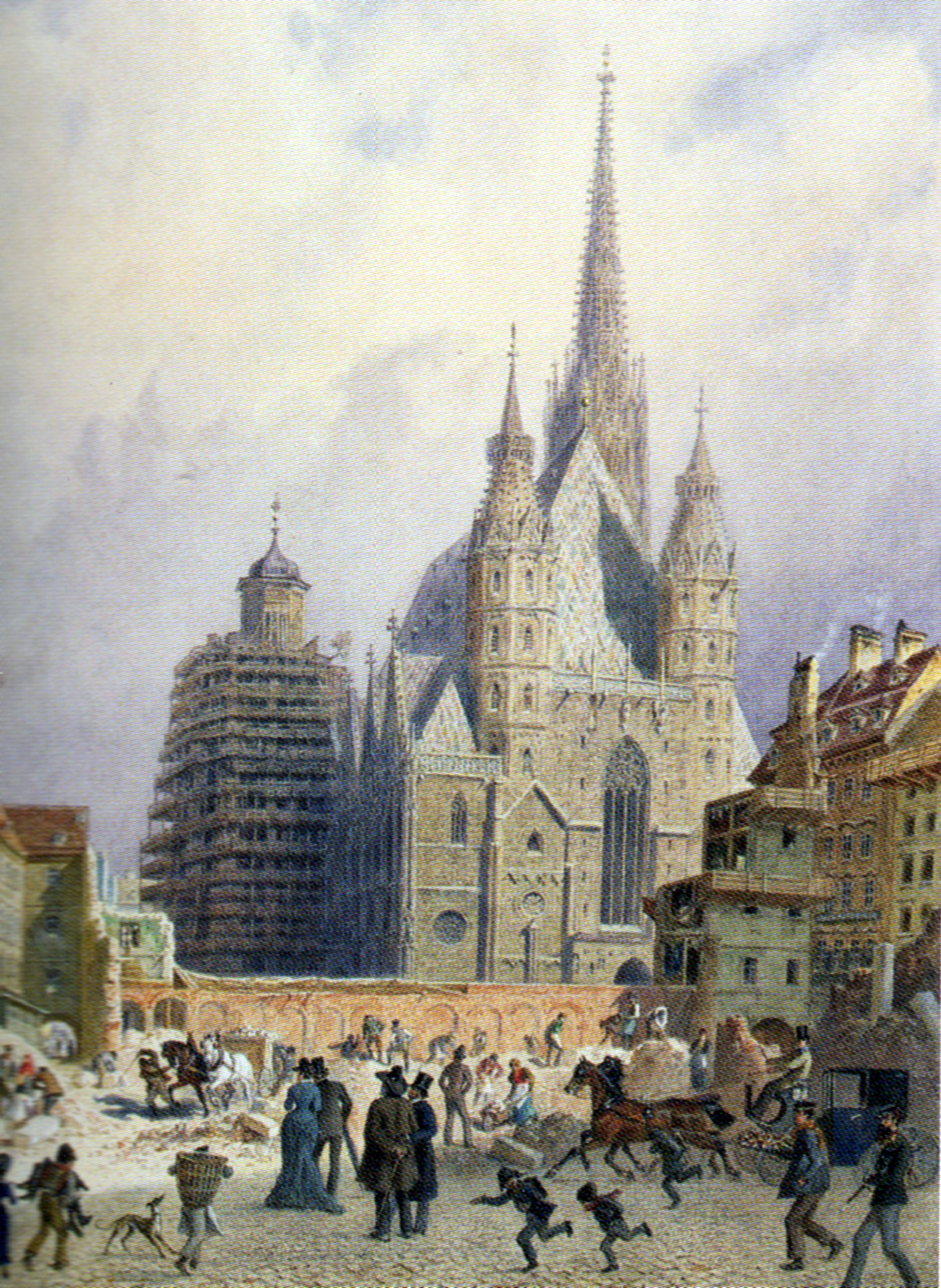
Neugestaltung der alten Brandstatt in den 1870er-Jahren

Die Gegend westlich der Stephanskirche bis zur gegenüberliegenden Burgmauer war ursprünglich und noch im Jahre 1260 unverbaut. Erst 1326 ist vor diesem Mauerabschnitt eine Häuserzeile namens Unter den Drechslern nachweisbar. Um 1390 brannte diese ab und wurde nicht wieder aufgebaut. An ihrer Stelle entstand ein freier Platz, der 1393 erstmals Brandstatt genannt wurde.
Die historische Brandstatt war an drei Seiten von Häusern umgeben und zur Stephanskirche hin offen. Hier befanden sich Kramläden und seit 1421 Wechselbänke, die bis dahin auf dem Hohen Markt standen. Die Drechsler hingegen wurden auf den Stock-im-Eisen-Platz verlegt. Bis 1444 wurden auf dem Platz jeweils am Faschingsdienstag Turnierspiele in Anwesenheit des Bürgermeisters abgehalten, die Bürgerstechen genannt wurden. Später fand auf der Brandstatt ein Gewandmarkt statt. Um 1560 wurde der Platz planmäßig verbaut und auch gegen die Stephanskirche durch ein langes, schmales Gebäude abgeschlossen, wodurch eine Art innerer Hofraum in der annähernden Form eines länglichen Rechtecks parallel zur Hauptfassade des Doms entstand. Der nun abgeschlossene Platz war vom Stephansplatz aus durch zwei ungedeckte Tore zugänglich.
Auf der Brandstatt wurden im 16. Jahrhundert vorwiegend Holzwaren verkauft, worauf unter anderem Wolfgang Schmeltzl in seinem Gedicht Wiener Lobspruch hinweist. Im 18. Jahrhundert war der Platz ringsum von Verkaufsläden besetzt. Aufgrund des hier abgehaltenen Geflügelmarktes wurde 1866 der von Anton Paul Wagner geschaffene Gänsemädchenbrunnen aufgestellt, aber bereits 1874 wieder entfernt.
Der Hofraum war vor seiner Demolierung von sieben Häusern umgeben: Diese wurden um 1873 abgerissen und die gesamte Hoffläche durch acht palastartige Zinshäuser von großem Umfange und noch größerer Prachtentfaltung verbaut. Als Begrenzung dieser gründerzeitlichen Neubauten, wurden die Jasomirgottstraße und die heutige Brandstätte geschaffen. Diese wurde 1876 eröffnet und zur Erinnerung an den zuvor dort befindlichen historischen Platz benannt. Sie reichte zunächst vom Stephansplatz bis zum Bauernmarkt. 1905 wurde sie bis zu den Tuchlauben verlängert.

## Lage und Charakteristik

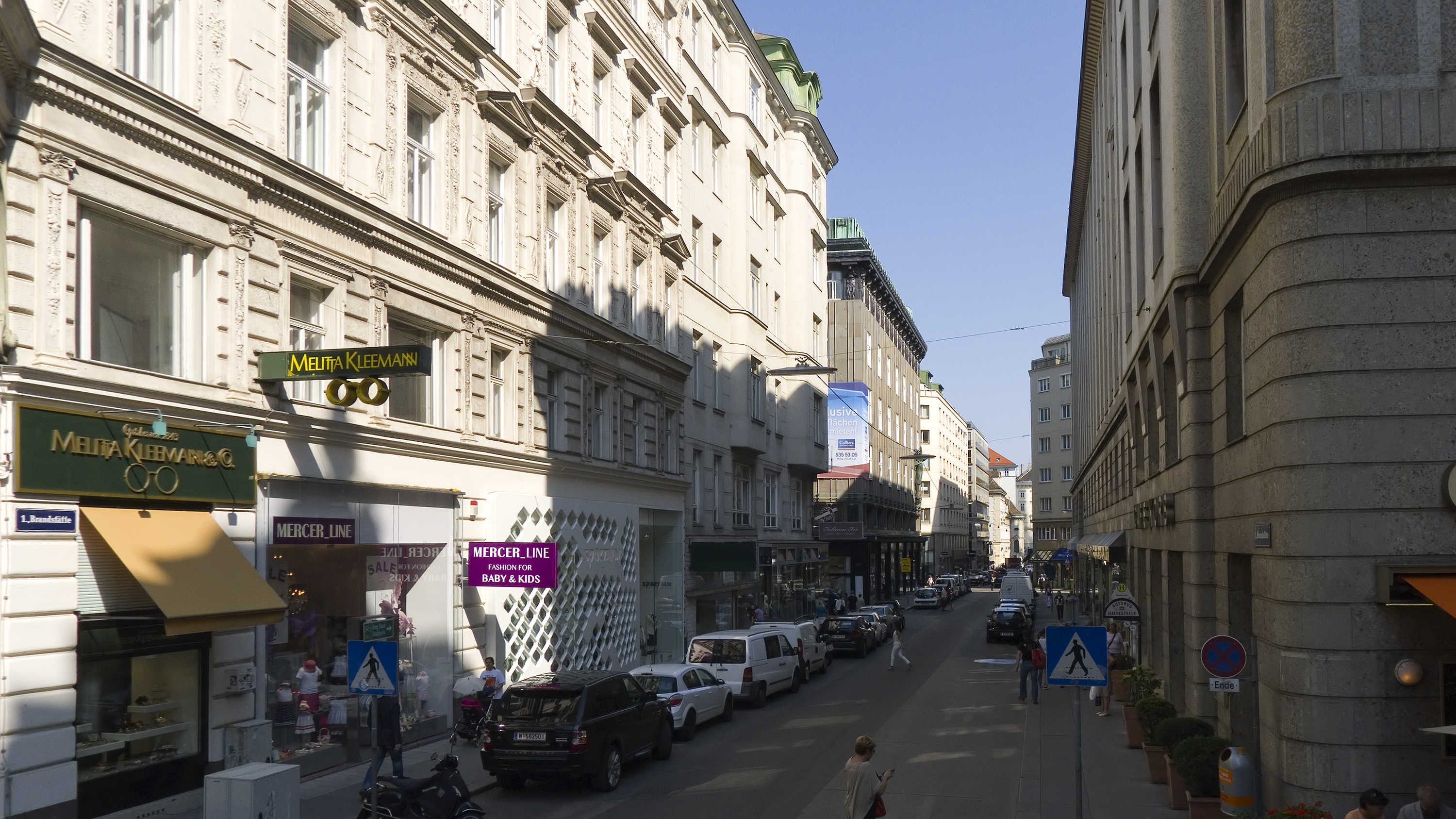
Die Brandstätte von den Tuchlauben aus in Richtung Stephansplatz gesehen

Die Brandstätte verläuft von der nördlichen Ecke des Stephansplatzes in nordwestlicher Richtung bis zu den Tuchlauben. In ganzer Länge ist sie als Einbahnstraße in Richtung Stephansplatz geführt. Sie wird sowohl von Fußgängern als Einkaufsstraße als auch vom Kraftverkehr stark frequentiert. Hier verkehren auch die drei innerstädtischen Autobuslinien 1A, 2A und 3A, die am Beginn und am Ende der Straße jeweils eine Haltestelle haben.
Aufgrund eines Brandes gegen Ende des Zweiten Weltkriegs musste ein großer Teil der Bebauung entlang der Brandstätte nach dem Krieg erneuert werden. Es finden sich hier daher neben Gründerzeitbauten und dem Zacherlhaus (Brandstätte 6), einem der bedeutendsten Bauwerke des Jugendstils in Wien, vor allem jüngere Gebäude. Zu nennen sind etwa der neue Gundelhof (Brandstätte 5), der 1949 im Stil der Wiener Nachkriegsmoderne errichtet wurde, sowie das Haus Brandstätte 7/9, das wegweisend für die Architektur der 1960er-Jahre war und das Café Korb beherbergt.

## Verbauung

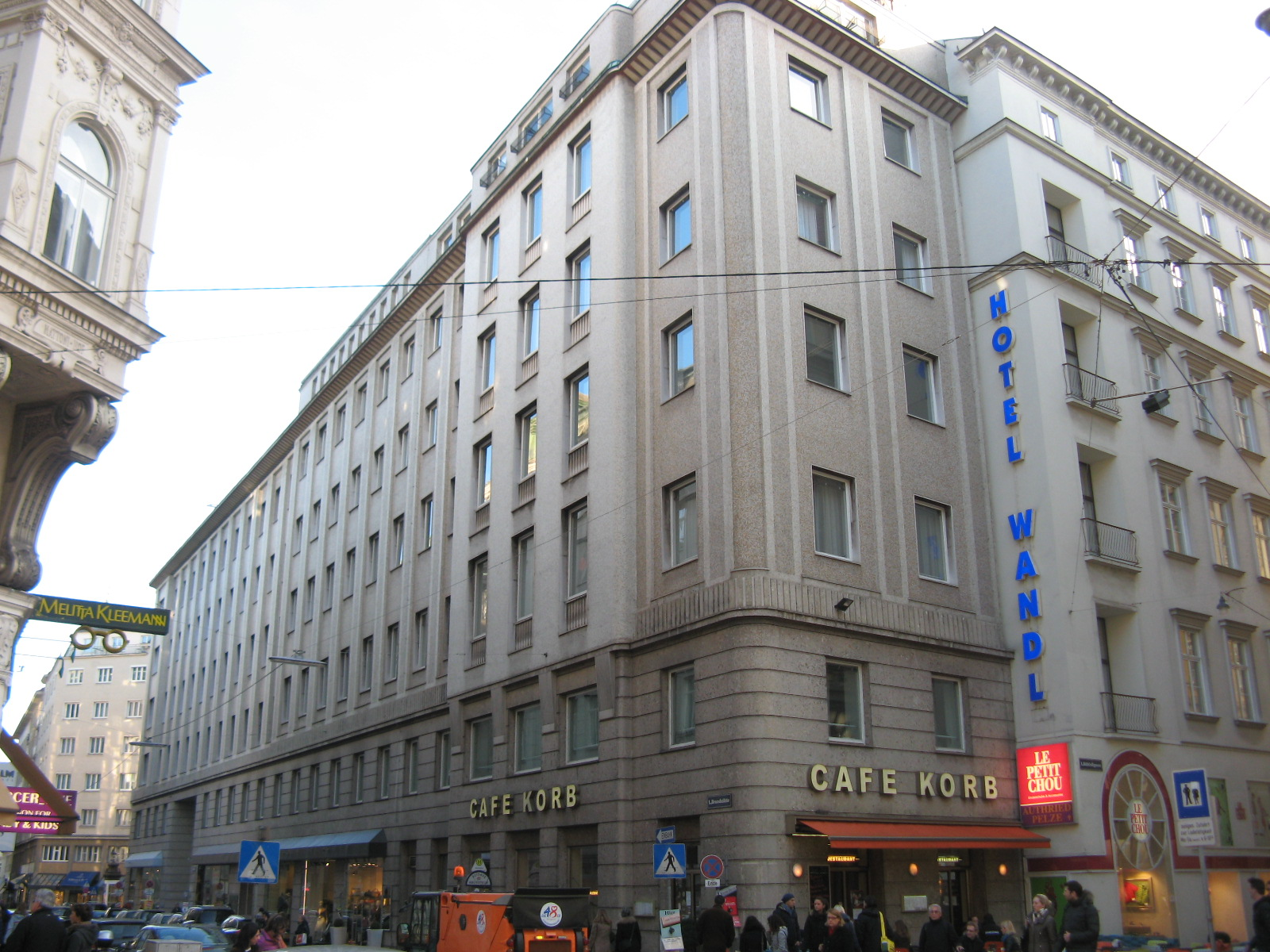
Das Haus Brandstätte 7–9 mit dem Café Korb

### Nr. 1: Kardinal-Innitzer-Hof
An der Stelle des Hauses befand sich das 1560 errichtete Bauernfeindsche Haus, das den Stephansfreithof von der Brandstatt trennte. Es war langgestreckt, besaß einen Durchgang und grenzte an das Haus in der Rotenturmstraße 1. Seinen Namen trug es nach dem Ratsherrn Georg Bauernfeind, der es 1697 erwarb. Im Zuge der Neugestaltung der Brandstatt entstand an seiner Stelle 1874 ein prächtiges Doppelhaus, entworfen von Wilhelm Fraenkel. Hier befand sich bis 15. Dezember 1918 das bekannte Café de l’Europe des wohltätig wirkenden Kaffeesieders Leopold Riedl (1858–1919), des Weiteren die Alte Feldapotheke. Im April 1945 wurde dieses Gebäude durch Feuer zerstört. An seiner Stelle errichtete Josef Vytiska 1952 den heutigen Kardinal-Innitzer-Hof. An seiner Fassade befindet sich ein Mosaik mit dem Wappen Theodor Innitzers. Das Gebäude liegt an der Hauptadresse Stephansplatz 8–8a.

### Nr. 2: John-F.-Kennedy-Haus
Das Gebäude wurde 1964 von Georg Lippert und Viktor Mittag erbaut. Eine Gedenktafel mit Bronzerelief von Ferdinand Welz erinnert an John F. Kennedy. Früher befand sich seit 1401 hier ein Haus, das im 19. Jahrhundert nach einem populär gewordenen Schild einer Tuchhandlung Zum Primas von Ungarn hieß. Es war durch einen Schwibbogen mit dem Bauernfeindschen Haus verbunden. An der Seite zur Brandstatt lag die Buchhandlung der Brüder Leonhard und Lukas Alantsee. 1877 wurde das Haus abgerissen und 1882–1883 durch den Thonethof ersetzt, den die Architekten Ferdinand Fellner der Jüngere und Hermann Helmer erbauten. Auch dieses Gebäude fiel im April 1945 den Flammen zum Opfer. Das Haus liegt an der Hauptadresse Rotenturmstraße 1–3.

### Nr. 3: Wohnhaus
Das Wohnhaus wurde 1951 von Josef Vytiska errichtet. Es zeigt in Höhe des gesamten Mittelrisalits ein Sgraffito mit historischen Szenen, die sich auf den Platz der Brandstatt beziehen, darunter den Brand von 1276 und das Bürgerstechen.

### Nr. 4: Wohnhaus
Das Gebäude zwischen Kramergasse und Bauernmarkt wurde 1955 von den Architekten Siegfried Theiss, Hans Jaksch, Walter Jaksch, Bruno Doskar und Norbert Schlesinger errichtet. Die zweigeschoßige Geschäftszone ist original mit Marmorpfeilern und kastenartigen Eloxalfensterrahmen erhalten.

### Nr. 5: Gundelhof
An der Stelle des heutigen, 1949 errichteten Eckhauses befand sich der alte Gundelhof. Die darin befindliche Thomaskapelle wurde schon 1343 erwähnt. Im Biedermeier befand sich hier der Sonnleithnersche Salon, in dem Franz Schubert und seine Freunde, Franz Grillparzer und Caroline Pichler verkehrten. In den 1850er Jahren zählten Clara Schumann, Johannes Brahms und Joseph Joachim zu den Mitwirkenden anspruchsvoller musikalischer Soireen. Das zuletzt im Besitz von Salomon Rothschild befindliche Haus wurde 1877 durch einen gründerzeitlichen Neubau ersetzt, der im April 1945 ausbrannte und 1949 im Stil der Wiener Nachkriegsmoderne wiedererrichtet wurde.

### Nr. 6 Zacherlhaus
Dieses Gebäude zwischen Bauernmarkt und Wildpretmarkt wurde 1903–1905 von Jože Plečnik im Jugendstil errichtet. An der Fassade zur Brandstätte befindet sich die markante, monumentale Kupferstatue des Erzengels Michael von Ferdinand Andri (1909).
Das Gebäude liegt an der Hauptadresse Wildpretmarkt 2–4.

### Nr. 7/9: Wohnhaus
Das monumentale, nach drei Seiten freistehende Büro- und Wohnhaus zwischen Bauernmarkt und Kühfußgasse wurde 1958–1962 von den Architekten Wiser, Paul Pfaffenbichler und Bamer errichtet. Der Sockel zeigt genutete Granitplatten, die Obergeschoße sind mit Lisenen gegliedert und mit Mosaiken geziert. Im Inneren ist das marmorverkleidete Stiegenhaus beachtenswert, dessen Geländer im Original erhalten sind. An der Ecke zu den Tuchlauben befindet sich das Café Korb.

### Nr. 8: Zum roten Igel
Das Gebäude wurde 1904–1906 von Franz Riess errichtet. Nach Kriegsschäden hat man den Fassadendekor allerdings sehr reduziert. Erhalten hat sich ein großes Majolikarelief Zum roten Igel von Hugo Kirsch, das an den Vorgängerbau erinnert. Das Haus liegt an der Hauptadresse Wildpretmarkt 1.

### Nr. 10: Mattonihof
Der Mattonihof wurde 1885–1886 von Gustav Korompay im späthistoristischen Stil anstelle des alten Musikvereinsgebäudes errichtet. Von 1871 bis 1884 befand sich hier das Strampfer-Theater. Das Gebäude liegt an der Hauptadresse Tuchlauben 12.